# Santa Stella
Santa Stella, eigentlich Santa Stella Scarabelli (* 1686; † 18. September 1759), war eine italienische Sopranistin. Sie heiratete den italienischen Komponisten Antonio Lotti und ist somit auch unter dem Namen Santa Lotti bekannt. Ein weiterer überlieferter Beiname ist La Santini.

## Frühe Karriere
Woher Santa Stella ursprünglich stammte, ist nicht überliefert.
Ihr Bühnendebüt gab Santa Stella Lotti unter dem Namen Santa Stella als Silene in der Oper Gli equivoci del sembiante von Antonio Caldara, die in der Karnevalsaison 1703 am Teatro Nuovo in Casale Monferrato, südwestlich von Mailand, zur Uraufführung gelangte. Am selben Theater sang sie 1704 in der Oper Il gran Pompeo eines unbekannten Komponisten die Titelrolle.
1705 sang sie in Genua, 1706 bis 1708 in verschiedenen Produktionen im Teatro San Giovanni Grisostomo sowie dem Teatro San Cassiano in Venedig, wo ihr zumeist die Titelrolle oder aber die der Primadonna übertragen wurde.
Während der Jahre von 1705 bis 1714 trat sie in mehreren Opern von Tomaso Albinoni, Carlo Francesco Pollarolo sowie ihrem späteren Gatten Antonio Lotti auf, so:
von Albinoni:
- als Elisa in Astarto (UA 11. November 1708 Teatro San Cassiano)[3]
- als Engelberta in Engelberta (UA 26. Januar 1709 Venedig, Teatro San Cassiano)[4]
- als Emilia in Il tiranno eroe (UA 26. Dezember 1710 Venedig, Teatro San Cassiano)[5]

von Pollarolo:
- Igene in Igene, regina di Sparta (UA Mai 1708, Vicenza, Teatro nuovo di Piazza)[6]
- Lavinia in Il falso Tiberino (UA 12. Januar 1709, Venedig, Teatro San Cassiano)[7]
- Anagilda in Publio Cornelio Scipione (UA 9. Januar 1712, Venedig, Teatro San Giovanni Grisostomo)[8]
- Semiramide in Semiramide (UA 6. Januar 1714, Venedig, Teatro San Giovanni Grisostomo)[9]

von Lotti:
- Argene in Sidonio (Pietro Pariati), dramma per musica 5 Akte (20. November 1706 Venedig, Teatro San Cassiano)
- Elena in Achille placato (Urbano Rizzi), tragedia per musica 5 Akte (5. Februar 1707 Venedig, Teatro San Cassiano)
- Zoe in La forza del sangue (Francesco Silvani), dramma per musica 3 Akte (14. November 1711 Venedig, Teatro San Giovanni Grisostomo)
- Irene in Irene augusta (Francsco Silvani), dramma per musica 3 Akte (22. November 1713 Venedig, Teatro San Giovanni Grisostomo)

Von 1706 bis 1714 firmierte sie in verschiedenen Libretti als Kammersängerin des Herzogs von Mantua, so z. B. im Libretto der Aufführung von La Partenope, ebenfalls von Antonio Caldara, 1707 im Teatro San Giovanni Grisostomo in Venedig.

## Höhepunkt: Dresden 1717 bis 1719
Am 12. Februar 1714 heiratete sie den italienischen Komponisten Antonio Lotti. Für die Jahre 1714 bis 1717 ist nach ihrer Mitwirkung an der Oper Semiramide von Pollarolo keine weitere Opernaufführung nachweisbar.
1717 dann ging Santa Stella zusammen mit Lotti nach Dresden. Es ist anzunehmen, dass sie, wie ihr Mann, in Italien vom sächsischen Kurprinzen und späteren König August III. „angeworben“ wurden, da dieser ja die Absicht hatte, in Dresden eine italienische Oper zu gründen. Beide zusammen erhielten eine Gage von 9975 Talern. Damit waren sie ähnlich hoch bezahlt wie später Primadonna Faustina Bordoni und ihr Mann Johann Adolph Hasse als Sächsischer Hofkapellmeister. In Dresden gab sie ihr Debüt als Isis in der Oper Giove in Argo ihres Mannes am 25. Oktober 1717, mit der zwei Jahre später, am 3. September 1719 auch die Feierlichkeiten („Planetenfeste“) zur Hochzeit des sächsischen Kurprinzen Friedrich August und späteren Königs August III. von Polen mit der Tochter Kaiser Joseph I., Maria Josefa Benedikta Antonia Theresia Xaveria Philippine (* 8. Dezember 1699 in Wien; † 17. November 1757 in Dresden), Erzherzogin von Österreich, Prinzessin von Ungarn und Böhmen begannen und das eigens dafür erbaute neue Opernhaus eingeweiht wurde. Ein Jahr später sang sie die Silvia in der Oper Ascanio ovvero Gl’odi delusi dal sangue (UA Februar 1718 Dresden, Redoutensaal). Ihren Höhepunkt in Dresden erlebte Santa Stella als Titelheldin in der Oper Teofane von Antonio Lotti. Deren Uraufführung am 13. September 1719 war eine der musikalischen Hauptattraktionen der Planetenfeste, in deren Rahmen aber auch die zwei Opern aus den Vorjahren, Giove in Argo (3. September 1719) und Ascanio ovvero Gl’odi delusi dal sangue (7. September 1719) wiederholt wurden.
Das Ende der Hochzeitsfeierlichkeiten läutete aber zugleich auch das Ende der ersten italienischen Oper am sächsischen Hofe ein. Im Oktober 1719 verließen Lotti und Santa Stella, deren Verträge nicht verlängert wurden, Dresden und erhielten zum Abschied 160 Dukaten Reisegeld. Auch die meisten Sänger sollten von Georg Friedrich Händel für seine zweite Opernakademie nach London abgeworben werden, so Senesino, die Sopranistin Margherita Durastanti, die Altistin Vittoria Tesi und der Bassist Giuseppe Maria Boschi.
Ihr Schaffen in den Jahren nach der Rückkehr nach Venedig muss vorerst unklar bleiben. Für 1737 ist die Mitwirkung einer Santa Santini an der Oper La costanza in trionfo ovvero L’Irene von Francesco Peli 1737 in München und unter dem gleichen Namen auch für Ciro riconosciuto von Leonardo Leo in Turin in 1739 nachweisbar.

## Würdigung
Santa Stella zählte offensichtlich zu ihrer Zeit zu den bedeutendsten und bekanntesten Opernsängerinnen. Das zeigt sich unter anderem auch darin, dass ihr Name unter den bedeutenden Sängerinnen im Eintrag Oper in Johann Georg Sulzers Allgemeine Theorie der schönen Künste Aufnahme fand.
Eine umfangreichere Würdigung und Beschreibung ihrer Stimme, ihrer gesanglichen und schauspielerischen Leistung findet sich in Johann Joachim Quantz’ Lebenslauf von ihm selbst entworfen, der Aufnahme in Friedrich Wilhelm Marpurgs Historisch-Kritische Beyträge zur Aufnahme der Musik fand:

„Santa Stella Lotti hatte eine völlige, starke Sopranstimme, gute Intonation und guten Trillo. Die hohen Töne machten ihr einige Mühe. Das Adagio war ihre Stärcke. Das sogenannte tempo rubato habe ich von ihr zum erstenmale (sic!) gehört. Sie machte auf der Schaubühne eine sehr gute Figur, und ihre Action war, besonders in erhabenen Charakteren, unverbesserlich.“

Der Kastrat Pier Francesco Tosi urteilte in seinen Opinioni de’ cantori antichi e moderni, dass Santa Stella mit der durchdringenden Süße ihrer Stimme die Herzen all ihrer Zuhörer eroberte.